# Zanele Muholi
Zanele Muholi (Umlazi, Sud-áfrica, 19 de juliol de 1972) és una fotògrafa, artista visual i activista LGBT sud-africana.
La major part de la seva vida l'ha passada a Sud-àfrica intentant erradicar la intolerància cap a la societat de pell negra amb preferència homosexual, en particular envers les dones lesbianes i persones transsexuals, per mitjà de les seves obres fotogràfiques. Intenta documentar aquesta societat d'una forma artística, amb la finalitat de rescatar la importància d'aquests temes per a futures generacions. Es proposa especialment captar els moments positius, feliços, amb un enfocament d'anti-violència i d'unitat.